# Brændehøi
Der Brændehøi ist eine megalithische Grabanlage der jungsteinzeitlichen Nordgruppe der Trichterbecherkultur im Kirchspiel Hornbæk in der dänischen Kommune Helsingør.

## Lage
Das Grab liegt nordöstlich von Horserød auf einem Feld. In der näheren Umgebung gibt bzw. gab es zahlreiche weitere megalithische Grabanlagen.

## Forschungsgeschichte
In den Jahren 1884 und 1942 führten Mitarbeiter des Dänischen Nationalmuseums Dokumentationen der Fundstelle durch. Eine weitere Dokumentation erfolgte 1990 durch Mitarbeiter der Forst- und Naturbehörde.

## Beschreibung
Die Anlage besitzt eine runde Hügelschüttung mit einem Durchmesser von etwa 14 m und einer Höhe von 1,5 m. Eine steinerne Umfassung ist nicht erkennbar. Die fast völlig zerstörte Grabkammer ist als Ganggrab anzusprechen. Sie ist nordnordost-südsüdwestlich orientiert und hat eine Länge von mindestens 1,5 m. Von der Kammer ist nur noch ein einzelner Stein mit einer Länge von 1,2 m, einer Dicke von 0,75 m und einer Höhe von 0,95 m erhalten. Der Kammer ist ein Gang vorgelagert, an dessen südwestlicher Seite 1884 noch sechs Steine standen. Sie werden in den jüngeren Berichten nicht mehr erwähnt.